# عبد الله بن إبراهيم الغملاس
عبد الله بن إبراهيم الغملاس الزبيري (1265 - 1354هـ/ 1848 - 1935م) هو مؤرخ عراقي من أهل مدينة الزبير في جنوب العراق، تعلّمَ في مدرسة الدويحس، وصار إماماً لعدة مساجد بالزبير، ألّفَ كتباً كثيرة، واشتغلَ في نسخ الكتب، حُفظت بعض مخطوطاته في جامعة البصرة، من أشهر كتبه كتاب (تاريخ الزبير والبصرة مع إشارات إلى تاريخ الكويت والأحساء) وكتاب (الإعلام في أعيان بلد الزبير بن العوام).

## أسرته
قال المغيري المتوفى سنة 1944 في كتابه (المنتخب في ذكر نسب قبائل العرب) "وآل غملاس بن حجي بن عقبة المعروفون في الزبير"،
اسمه عبد الله بن إبراهيم عبد اللطيف بن راشد بن عبد الله بن غملاس، من عشيرة آل راجح من بني تميم، كان أبوه إبراهيمُ قاضيَ بلدة الزبير، فورث عبدُ الله عن أبيه مكتبةً غنية، وكان عمُّهُ سليمان من وجهائها، وأُمّه اسمها هيلة بنت عبد الرحمن بو حمد، وله إخوة أشقاء، عبد العزيز وعبد الغني ولولوة، وإخوة من الأم، عبد اللطيف وعيسى ومحمد، تزوّج عبد الله بن غملاس من فاطمة الشبيب فكان له منها أحمد وحصة ونواة، وتزوج بعدها من سبيكة آل باحسين، وبعدها من هيا بنت رحمة، قال عماد عبد السلام رؤوف "وكانت علاقات ابن الغملاس بأبناء أسرته وذوي قرباه طيبة للغاية ويبدو أنها كانت كذلك مع أبناء محلّته وبلدته عامةً".

## منهجه التأريخي
قال المؤرخ العراقي عماد عبد السلام رؤوف في كتابه (التاريخ والمؤرخون العراقيون في العهد العثماني) "كان أبوه قاضياً في بلدة الزبير قرب البصرة، وورث عنه مكتبة غنية كانت أساس ثقافته، وتلقى العلم على يدي أبيه أولاً، ثم تلقاه، بصفة منتظمة، في مدرسة الدويحس الدينية وكانت علاقات ابن الغملاس بأبناء أسرته وذوي قرباه طيبة للغاية، ويبدو أنها كانت كذلك مع أبناء محلته وبلدته عامة، فلم يذكر أحداً بسوء، وطريقته المحايدة في ذكر أخبار المتنازعين الذي حقل بها كتابه، تدل على أنه لم يكن متحزّباً لأي منهم ؛ ويظهر أن بيئة المؤلف الدينية، بوصفه ابن قاضي بلدته واهتماماته الثقافية والأدبية المتنوعة، واشتغاله إماماً في بعض مساجد البلدة"، وقال عماد "عاش ابن الغملاس في بلدة الزبير موطن أسرته وموقع طفولته وصباه ولم يغادرها فيما يبدو [إلّا](1) حاجّاً سنة 1319 هـ/ 1901م وعاد إليها في السنة التالية ليقضي بقية حياته فيها".

## موقفه الوطني
قال المؤرخ العراقي عماد عبد السلام رؤوف إن عبد الله "قد وَسَمت نظرته إلى أحداث عصره بسمة هادئة محايدة، فاكتفى من عصره بتسجيل ،مجرياته، دون أن يُقحم نفسه في صراعاته ومشاكله ومع ذلك، فإن مشاعره العامة سرعان ما تَبَدَّت وطنيةً صريحة يوم داهمت القوات البريطانية البصرة في بدء الحرب العالمية الأولى، وانحاز إلى جانب حركة المقاومة التى نظمها بعض زعماء البصرة آنذاك". وقال عبد الله بن إبراهيم الغملاس "وللوطن حق بحسب المستطاع يجب علينا أداؤه ودين على قدر المقدرة يلزم وفاءه"، وشارك عبد العزيز بن عبد الغني الغملاس ابنُ أخي إبراهيم الغملاس في جيش المقاومة العراقي حينَ داهمت البصرةَ قوات المستعمِر البريطاني. "مشاركاً مع المجاهدين العراقيين في مقاومتهم لغزو البريطاني".

## كتبه
- ۱ - الأئمة والمساجد في الزبير.
- ٢ - الأحوال الشخصية والمعاملات.
- ٣ - أدعية وطلاسم.
- ٤ - أصول الأمثال.
- 5 - الإعلام في أعيان بلد الزبير بن العوام.
- ٦ - الإمداد في المدح والأضداد.
- 7 البيوتات.
- 8 تاريخ الزبير والبصرة: احتوى على تاريخ مدينة البصرة ومدينة الزبير العراقية في النصف الأخير مِن عهد الحكم العثماني للعراق حتى بداية احتلال الإنكليز سنة 1914،[9] اشتمل 82% من الكتاب على تاريخ الزبير، و 8.3 من تاريخ البصرة بالرغم من الأهمية الإدارية والسياسية بالنسبة للزبير، وذُكرت الكويت بنسبة 4.4% من الكتاب، وذُكرت نواحٍ وقصبات أخرى كسوق الشيوخ والشعيبة وحائل، اعتمد أكثر الكتاب على مرئيات ومسموعات المؤلف ابن الغملاس إذ كانت الزبير موطنه، وقلّما ذكرَ الرواة الذين أخبروه بالحوادث إذ لم يجد ضرورة لذلك، وذكر المؤلف شيئاً من الرجال الذين عاصروه من القضاء والأئمة والتجار والعلماء والصوفية والموظفين وزعماء القبائل وأمراء النواحي والأدباء والشعراء العامّيين ووصفاً لأسر ومصاهراتهم والتطور العمراني الذي حدث للزبير ووصفاً للمساجد والزوايا التي أنشأها أو جددها أهل الصلاح استجابة لتوسع البلدة كمسجد الرواف والكوت وعيسى القرطاس ومسجد الزبير ومصلى العيد الجديد ومسجد الباطن والزهيرية وديمخزام ومسجد فالح السعدون وتكية الدراويش، وكذلك وصف شيئاً من الجانب الاقتصادي للزبير كالأسواق والدكاكين وأحواض الماء والقيصريات.[10]
- 9 التاريخ العام لابن غملاس
- ١٠ - التاريخ المرتب في الشعر والأدب.
- ۱۱ - تبييض الصحائف في الحكايات والسوالف
- ۱۲ - تحفة الدودة في المدح وضده.
- ١٣ - التذكرة والعبرة في تاريخ الزبير والبصرة.
- ١٤ - تراجم الشعراء أصحاب النبط والزهيري.
- ١٥ - تراجم مختصر خلاصة الأثر.
- ١٦ - ترجمة حسين باشا ونوادره
- ۱۷ - جزء من صحيح البخاري.
- ۱۸ - الحكايات والقصص
- ۱۹ - دعاء ختم القرآن.
- ۲۰ - الدوائر التاريخية.
- ۲۱ - ديوان شعر.
- ۲۲ - ديوان العشق.
- ٢٣ - رسالة أهل اليمن في موضوع هدم القبور
- ٢٤ - رسالة صغيرة في سؤالات وألغاز الرهبان من الشام لأبي بكر الصديق.
- ٢٥ - رسالة في الأخلاق.
- ٢٦ - السابلة على السحب الوابلة على أضرحة الحنابلة - مختصر السحب الوابلة على أضرحة الحنابلة.
- ۲۷ - سلاطين بني عثمان.
- ۲۹ - طيب الأقوال.
- ٣٠ - الظرف والظرفاء.
- ۳۱ - عقد الدرر واللآلي.
- ٣٢ - عيون الأمثال.
- ۳۳ - فهرست کتاب الحيوان
- ٣٤ - الفواكه الجنية في حل المنظومة البرهانية.
- ٣٥ - كتاب الزوائد.
- ٣٦ - كتاب في النحو.
- ۳۷ - كتاب في مكارم الأخلاق.
- ۳۸ - كراس في التاريخ والشعر والأدب.
- ۳۹ - كشكول ابن الغملاس
- ٤٠ - المجالس الحسان في فضائل شهر رمضان.
- ٤١ - مجمع الدواوين.
- ٤٢ - مجموعة القصص والحكايات
- ٤٣ - مجموع فيه مختارات لابن الغملاس
- ٤٥ - مختصر تاريخ البصرة.
- ٤٦ - مختصر خلاصة الأثر في أعيان القرن الحادي عشر.
- ٤٧ - مختصر سرح العيون في شرح رسالة ابن زيدون لابن نباتة.
- ٤٨ - مختصر سلك الدرر في أعيان القرن الثاني عشر.
- ٤٩ - مختصر الشرح الكبير في الفرائض لابن سلوم.
- ٥٠ - مراتب الأحاديث والأخبار والأمثال والآثار.
- ٥١ - المرتبط في شعر النبط.
- ٥٢ - المسائل الشرعية بضمنها الوقف.
- ٥٣ - الملتقط من بلوغ المراد بفتح الجواد بشرح منظومة ابن العماد.
- ٥٤ - منتخبات وفوائد من كتب المتصوفة.
- ٥٥ - منتخبات ابن الغملاس - الجزء الأول
- ٥٦ - منتخبات ابن الغملاس - الجزء الثاني.
- ٥٧ - منتخبات ابن الغملاس - الجزء الثالث.
- ٥٨ - منتخبات ابن الغملاس - الجزء الرابع.
- ٥٩ - منتخبات ابن الغملاس - الجزء الخامس
- ٦٠ - منتخب الزهر في اللغة وكفاية المتحف

## الهوامش
- «1»:حرف الاستثناء (إلّا) غير واضح في المصدر واقتضاه السياق فكُتب بين معقوفين.